# Лопацянка
Лопацянка (пол. Łopacianka) — село в Польщі, у гміні Борове Ґарволінського повіту Мазовецького воєводства.
Населення — 248 осіб (2011).
У 1975-1998 роках село належало до Седлецького воєводства.

## Демографія
Демографічна структура станом на 31 березня 2011 року:
|          | Загалом | Допрацездатний вік | Працездатний вік | Постпрацездатний вік |
| -------- | ------- | ------------------ | ---------------- | -------------------- |
| Чоловіки | 121     | 29                 | 73               | 19                   |
| Жінки    | 127     | 23                 | 67               | 37                   |
| Разом    | 248     | 52                 | 140              | 56                   |